# Reloj astronómico de la Real Academia de Ciencias y Artes de Barcelona
El reloj astronómico de la Real Academia de Ciencias y Artes de Barcelona es una obra realizada por Alberto Billeter entre 1859 y 1869. Está ubicado en la Real Academia de Ciencias y Artes de Barcelona (Cataluña, España).

## Historia
Billeter creó entre 1854 y 1857 en su taller en Villa de Gracia (Barcelona) un reloj astronómico para el Congreso de los Diputados,: 14  obra que gozó de gran éxito en la esfera política madrileña; posiblemente a raíz de una rivalidad con el Congreso, en 1858 la Cámara Alta encargó a Billeter,: 16  por medio de la reina Isabel II, la fabricación de un reloj idéntico a nivel funcional aunque de mayores dimensiones con destino al Palacio del Senado. Billeter empezó la construcción del reloj en 1859 y se demoró diez años en terminar la pieza, lo que traería consecuencias negativas para el artista, quien llegó a perder «los respetables intereses que algunas personas le habian facilitado para llevar á cabo la realizacion de su pensamiento»;: 283  en 1869 la reina se encontraba en el exilio (había sido destronada en la revolución del año anterior, popularmente conocida como «La Gloriosa») y, a causa de la inestabilidad política, el Senado había perdido interés en el reloj. Sin un comprador y tasada en 10 000 duros, la pieza estuvo a la venta varios años, siendo exhibida en marzo de 1877 en la exposición Manifestación de la Industria Catalana, celebrada en la Universidad de Barcelona, donde fue objeto de admiración por parte del rey Alfonso XII.: 17 : 283 
Finalmente fue a parar a manos de Manuel Moragas y Valero, ebanista que elaboró tanto el mueble que contiene el reloj de la Real Academia como la caja del reloj del Congreso de los Diputados (pese a no conocerse los detalles de esta transacción, se cree que la misma pudo efectuarse debido a que el carpintero no había cobrado el importe relativo a la fabricación del mueble).: 17  Exhibido para su venta por Moragas en 1877 en uno de los salones de la sede del desaparecido Fomento de la Producción Nacional,: 283  en 1888 el reloj fue expuesto en el Pabellón de las Ciencias de la Exposición Universal de Barcelona, donde fue galardonado con una medalla de oro. Tras el fin del evento, Moragas cedió en depósito el reloj a la Real Academia de Ciencias y Artes mientras seguía en busca de un comprador, habiendo rebajado el precio a 5000 duros. Ofrecido sin éxito al ayuntamiento en 1896,: 16–17  en 1926 fue adquirido por la Real Academia a cambio de un pago simbólico de 3000 pesetas (el 6% de su precio original), siendo posteriormente objeto de estudio por parte de relojeros y académicos: 286  (el doctor Ramón Jardí i Borrás, quien reparó y puso en marcha el reloj en 1959, publicó en 1960 una memoria en la que aportó algunos datos históricos así como un análisis exhaustivo de su mecanismo). Inoperativo durante varios años a causa de la complejidad de la maquinaria, en 1985 fue sometido a un nuevo proceso de restauración por un equipo de profesores y alumnos del departamento de relojería del Instituto Mare de Déu de La Mercè (IES-SEP La Mercè), bajo la dirección del decano del departamento Ramón Beserán i Claret, quien se hizo cargo de su laborioso mantenimiento hasta su muerte.: 16–17 : 286  Fue nuevamente intervenido en 2008 por el maestro relojero Eduard Farré y sus alumnos del departamento de relojería del IES-SEP La Mercè, gracias a lo cual el reloj sigue funcionando en la actualidad.

## Descripción
El reloj, ubicado en la primera planta, a la entrada del salón de sesiones, posee mayores dimensiones que el reloj del Congreso de los Diputados (3,22 × 2,07 metros): 283  y cuenta con una maquinaria más avanzada la cual, a diferencia del reloj de Madrid, puede observarse gracias a que el mueble es acristalado, lo que hace que la pieza se encuadre en la tipología de «reloj esqueleto».: 284  La estructura se compone de cinco mecanismos combinados que dotan de movimiento a un total de 36 indicadores (34 diales y dos discos), todo ello guardado en un lujoso mueble labrado en madera de palisandro con incrustaciones de nácar y rematado con el escudo isabelino, estando la maquinaria protegida a su vez por un vidrio de aproximadamente dos metros de alto por dos de ancho.: 284  A la izquierda se ubican tres diales (uno grande y otros dos más pequeños dentro de él) con su propio péndulo donde se indican el tiempo medio en horas, minutos y segundos, hallándose a la derecha, a la misma altura, otros tres diales dispuestos de igual manera que reflejan la ecuación del tiempo, la hora de la salida del Sol y la hora de la puesta, contando también con su propio péndulo el cual rige además el movimiento de todos los indicadores astronómicos. Entre estos dos grupos de diales, cuyos péndulos funcionan con compensación mecánica y escape de Graham, se sitúa un gran disco con los signos del Zodíaco en el que se muestra el movimiento de la Tierra, la Luna y el Sol: el astro solar, representado por una esfera dorada, es fijo y se ubica en el eje central, con la Tierra en el extremo de una barra y rodeada por un aro donde se posiciona la Luna. La Tierra rota sobre su propio eje en 24 horas y alrededor del Sol en 365 días, indicando su posición en el Zodíaco y, por consiguiente, el mes y las estaciones del año.: 283  Del mismo modo, también se reproducen las fases de la Luna gracias a que esta tiene una mitad de color blanco y la otra de color negro, hallándose el disco dividido en 360°, con los 0° situados en el 31 de marzo o primer punto de Aries, también llamado punto vernal.
Debajo del disco destacan cuatro diales que constituyen un calendario donde se puede apreciar el día del mes, el día de la semana, el mes y el año;: 286  este último dial contaba originalmente hasta 1939 y en la actualidad llega hasta 2029, teniendo en cuenta el mecanismo el salto automático necesario para los meses con menos de 31 días así como los meses de febrero de los años bisiestos. En medio de estos cuatro diales se ubica una placa con la inscripción «Inventado y construido por Alberto Billeter en Gracia de Barcelona 1869», hallándose debajo otro disco con los signos del Zodíaco en el que se puede contemplar el sistema planetario y la posición de los entonces once planetas: Mercurio, Venus, Tierra, Marte, Vesta, Juno, Ceres, Palas, Júpiter, Saturno y Urano (la rueda que rige el movimiento de este último planeta es la más lenta de todo el mecanismo, tardando 84 años en dar un giro completo). Billeter no incluyó Neptuno debido a que hacía poco tiempo que se sabía de su existencia (fue descubierto en 1846) y tampoco Plutón ya que este no se descubriría hasta 1930. Por último, a ambos lados de este disco y bajo el mismo se disponen un total de 24 diales en los que se indican las horas de diversos lugares alrededor del mundo: Antípodas, Londres, Constantinopla, Berlín, Lisboa, El Cairo, Pekín, Montevideo, México, La Habana, Ceuta, Santa Cruz de Tenerife, San Juan (Puerto Rico), Manila, Fernando Poo, Río de Janeiro, Nueva York, Calcuta, Ispahán, Viena, Berna, San Petersburgo, Roma y París.: 286 